# Hằng số toán học
Một hằng số toán học là một số đặc biệt, thường là một số thực, "có ý nghĩa đáng kể theo cách nào đó". Hằng số phát sinh trong nhiều lĩnh vực của toán học, với các hằng số như e và π xảy ra trong các bối cảnh đa dạng như hình học, lý thuyết số, và vi tích phân.
Ý nghĩa một hằng số để phát sinh là "tự nhiên", và những gì làm cho một hằng số được coi là "thú vị" thuần túy chỉ là sở thích đơn thuần, và một số hằng số toán học được đặt ra vì những lý do lịch sử hơn là ý nghĩa toán học của chúng. Các hằng số phổ biến hơn đã được nghiên cứu trong suốt lịch sử và được tính toán đến nhiều số chữ số thập phân.